# Trinity Lane

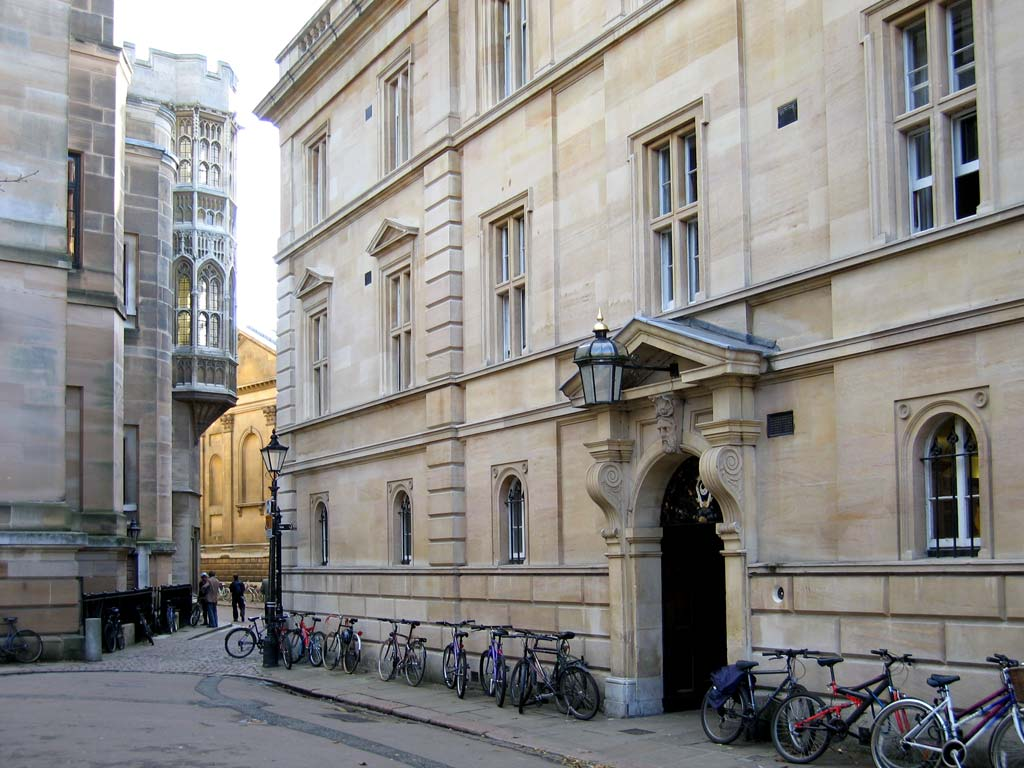
Trinity Lane

Trinity Lane este o stradă istorică situată în inima zonei colegiului Cambridge.